# Melvine Malard
Melvine Malard (Saint-Denis (Illa de la Reunió) 28 de juny de 2000), és una futbolista internacional francesa que juga com a davantera a l'Olympique Lyonnais.

## Carrera

### Carrera del club
Melvine Malard va jugar fins al 2014 al club reunionès Saint-Denis FC després es va incorporar a la metròpoli i al centre d'entrenament de l'Olympique Lyonnais. Va signar el seu primer contracte professional el juliol de 2017 i va debutar a la lliga la temporada 2018-19.
Per tal d'adquirir temps de joc, Malard va ser cedida la temporada 2019-2020 al FC Fleury 91.
A l'inici de la temporada 2020-21, va tornar a l'Olympique Lyonnais, malgrat la dura competència en la seva posició. Les lesions d'Ada Hegerberg i Eugénie Le Sommer li van donar temps de joc, però, en rotació amb Nikita Parris. El 9 de desembre de 2020, obre el seu compte golejador amb el Lió marcant el seu primer gol a la Lliga de Campions en setzens de final contra la Juventus de Torí, abans de donar una assistència a Saki Kumagai per assegurar la victòria.

### Carrera a la selecció
Ha sumat deu partits i cinc gols amb la selecció francesa sub-16 el 2016, nou partits amb la selecció francesa sub-17 entre el 2016 i el 2017 (amb dotze gols marcats), inclosos tres partits i dos gols a la fase final del Campionat d'Europa sub-17 de 2017.
També suma 17 partits i dotze gols amb la selecció francesa sub-19 des del 2018, incloent-hi cinc partits i quatre gols a la fase final del Campionat d'Europa sub-19 de 2019 guanyat per Les Bleuettes, on va acabar la màxima golejadora. També suma deu partits i un gol amb la selecció francesa sub-20 del 2017 al 2018, participant en el Mundial sub-20 2018 celebrat a França, on Les Bleuettes van quedar terceres.
Va debutar amb la selecció absoluta de França el 18 de setembre de 2020 contra Sèrbia a les eliminatòries per a l'Eurocopa 2022, i la seva primera titularitat va ser quatre dies després contra Macedònia del Nord.
Va ser una de les 23 seleccionades per jugar l'Europeu 2022 a Anglaterra.

## Premis

### En club
Olympique Lyonnais:
- Lliga de Campions (4)
  - Guanyador: 2018, 2019, 2020, 2022.
- Campionat de França (2)
  - Campió: 2019, 2022
- Copa de França (1)
  - Guanyador: 2019.

### En selecció
França sub-19
- Euro sub-19 (1)
  - Guanyador: 2019

### Individual
- Medalla de llegendaris de la Federació Francesa de Futbol el 2020[5]
- Màxima golejadora de l'Eurocopa sub-19 de 2019